# Begun
Begun là một thành phố và khu đô thị của quận Chittaurgarh thuộc bang Rajasthan, Ấn Độ.

## Địa lý
Begun có vị trí 24°59′B 75°00′Đ / 24,98°B 75°Đ Nó có độ cao trung bình là 412 mét (1351 foot).

## Nhân khẩu
Theo điều tra dân số năm 2001 của Ấn Độ, Begun có dân số 19.333 người. Phái nam chiếm 52% tổng số dân và phái nữ chiếm 48%. Begun có tỷ lệ 64% biết đọc biết viết, cao hơn tỷ lệ trung bình toàn quốc là 59,5%: tỷ lệ cho phái nam là 75%, và tỷ lệ cho phái nữ là 51%. Tại Begun, 16% dân số nhỏ hơn 6 tuổi.